# بنجانی کومالو
بنجانی کومالو (انگلیسی: Bongani Khumalo؛ زادهٔ ۶ ژانویهٔ ۱۹۸۷) یک بازیکن فوتبال اهل آفریقای جنوبی است.
وی همچنین در تیم ملی فوتبال آفریقای جنوبی بازی کرده‌است.